# Noalda exigua
Noalda exigua is een slakkensoort uit de familie van de Aglajidae. De wetenschappelijke naam van de soort is voor het eerst geldig gepubliceerd in 1912 door Hedley.